# Will Smith
Willard Carroll Smith II (Filadelfia, 25 de septiembre de 1968), más conocido como Will Smith, es un actor, rapero y productor de cine estadounidense. Ha tenido éxito en sus dos facetas artísticas: Ganó un Premio Óscar con dos nominaciones previas, siendo nominado a cuatro Premios Globo de Oro y saliendo ganador de cuatro Premios Grammy.
A finales de los años 1980, alcanzó una modesta fama como rapero, con el nombre de The Fresh Prince. En 1990, su fama aumentó drásticamente, cuando protagonizó la serie de televisión El príncipe de Bel-Air, donde interpretaba a una versión ficticia de sí mismo, y que se transmitió durante más de media década (1990-1996) en la NBC y se ha retransmitido de forma permanente en diversas cadenas. A mediados de los años 1990, pasó de la televisión al cine, y actuó en numerosas películas que lograron un gran éxito de taquilla. También recibió un premio especial por su aportación a la música dentro del cine en la Gala de los Premios Principales de 2007.
Ha actuado en ocho películas que han generado más de 100 millones de dólares en taquillas estadounidenses, y a su vez, han alcanzado el número uno en su estreno. Sus películas de mayor éxito financiero han sido Bad Boys, Bad Boys 2, Bad Boys for Life, Independence Day, Hombres de negro, Hombres de negro II, Hombres de negro III, Yo, robot, En busca de la felicidad, Soy leyenda, Hancock, Wild Wild West, Enemigo público, El espantatiburones, Hitch, Siete almas, Escuadrón suicida y Después de la Tierra. También recibió elogios de la crítica por sus actuaciones en Ali, Seis grados de separación y King Richard. En 2013, adquirió los derechos para Estados Unidos del programa de televisión español El hormiguero, presentado por Pablo Motos.
Forbes lo considera la estrella más financiable de todo el mundo, a pesar de la taquilla y la decepción crítica de su película de 2013, After Earth. De las 20 películas de ficción en las que ha actuado en todo el mundo, dieciséis han acumulado ganancias de más de $100 millones cada una, y cinco de ellas obtuvieron más de $500 millones, de los ingresos mundiales de taquilla. A partir de 2014, sus películas han recaudado $600 millones en la taquilla mundial.

## Familia y primeros años
Es el segundo de los cuatro hijos del mecánico de neveras y refrigeradores Willard Carroll Smith Sr., y de la administradora escolar Caroline Bright, en vecindario de Wynnefield, Oeste de Filadelfia. Su madre se graduó de la Universidad Carnegie Mellon. Tiene una hermana mayor llamada Pamela y dos hermanos menores gemelos, Harry y Ellen. Asistió a Our Lady of Lourdes, una escuela primaria católica privada de Filadelfia, y a la escuela secundaria Overbrook. 
Vio a sus padres separarse cuando tenía 13 años y se divorciaron en 2000. Reconoció la dedicación de su padre cuando habla de su papel en la vida de sus tres hijos:

Veo a mi padre y me pregunto cómo fue capaz de mantener a cuatro niños alimentados, vestidos y calzados, y se las arregló para encontrar tiempo para estar con nosotros.

Comenzó a rapear a los 12 años. Smith ha contado que su abuela encontró un cuaderno con sus letras, descritas como que contenían «todas [sus] palabrotas», ella le escribió una nota en una página del libro: «Querido Willard, la gente verdaderamente inteligente no tiene que usar palabras como estas para expresarse. Por favor, muéstrale al mundo que eres tan inteligente como creemos que eres». Smith ha indicado que esto influyó en su decisión de no usar blasfemias en su música.

## Carrera cinematográfica

### Primeros trabajos (1985-1996)

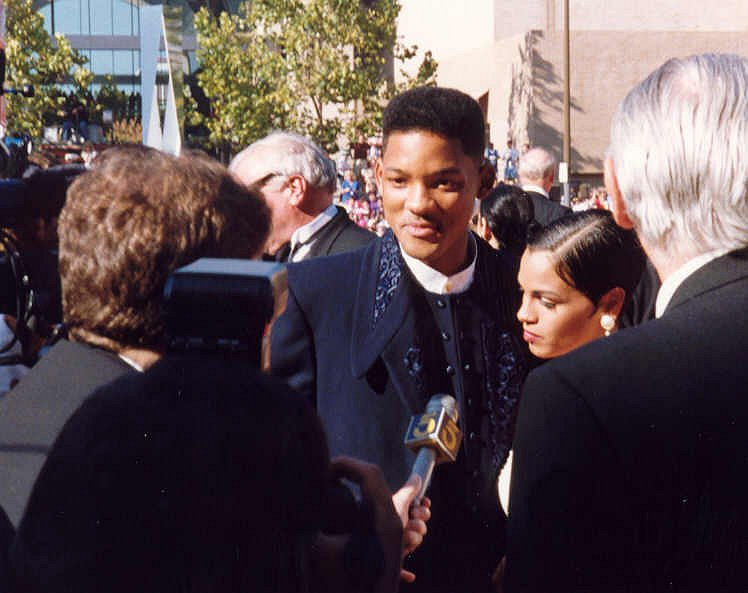
Will Smith en 1993.

Smith comenzó como maestro de ceremonias del grupo DJ Jazzy Jeff & The Fresh Prince, que formó junto a su amigo de la infancia Jeffrey "DJ Jazzy Jeff" Townes, el cual hacía de DJ y productor. Más tarde contaron con Clarence Holmes, conocido como Ready Rock C, para ser beat box humano. El trío, famoso por sus canciones cómicas tales como Summertime, ganó un Grammy en 1988 en la categoría de rap y empezó a recibir buenas críticas. La voz de Will Smith fue una de las que se escuchó en la canción "Voices that care", sobre la Guerra del Golfo (1991).
Cuando el joven Smith empezó a ganar mucho dinero, no lo invirtió en pagar sus impuestos, por lo que el Servicio de Impuestos Internos cifró una deuda de 2,8 millones de dólares, que fue pagada mediante el embargo de parte de sus bienes e ingresos. Fue entonces cuando, casi arruinado, en 1990 firmó un contrato con la NBC para protagonizar The Fresh Prince of Bel-Air. La sitcom, que fue un éxito, sirvió para que el actor quisiera ser "la mayor estrella de cine del mundo" y estudió las características comunes de los éxitos de taquilla. Seis grados de separación, no fue un éxito cinematográfico, a diferencia de la película que coprotagonizó junto a Martin Lawrence: Dos policías rebeldes (1996).

### 1995-2000
Después de The Fresh Prince of Bel-Air, esa serie le llevó a hacer otras series más famosas, pero no solo series sino también películas, empezó una carrera musical en solitario y continuó en el cine. Independence Day (1996) y Men in Black (1997) fueron dos éxitos de taquilla y obtuvieron buenas críticas. Cabe destacar que en un principio rechazó el papel de J en Men in Black, pero fue Jada Pinkett Smith, su mujer, quien lo convenció de que lo hiciera. Las dos películas asentaron la reputación comercial de Smith, y se le empezó a considerar una estrella cuyo atractivo para el público de cualquier edad, origen o sexo podría "vender" una película en la taquilla; una reputación que el propio Smith comenzaría a llamar "Big Willie Weekend". En 1998, protagonizó, junto a Gene Hackman, la película Enemigo público. Además, rechazó el papel del personaje Neo, de Matrix, que obtuvo finalmente Keanu Reeves, para poder protagonizar Wild Wild West. A pesar del fracaso de Wild Wild West, Smith dijo que no se arrepiente de su decisión, y que la actuación de Reeves como Neo fue superior a lo que él habría logrado.

### 2001-presente: consagración
Smith fue nominado al Óscar al mejor actor, por la película Ali, en 2001, por su interpretación del boxeador Muhammad Ali, anteriormente conocido como Cassius Clay, en una película biográfica. Fue nuevamente nominado para el Óscar como Mejor Actor por su papel en otra película basada en hechos reales, En busca de la felicidad, donde interpretó a Chris Gardner. Su tercer álbum en Columbia Records, Born to Reign, publicado en el 2002, fue una decepción, en comparación con las ventas de sus álbumes anteriores, y, después de un despido rápido, Greatest Hits, que casi no fue anunciado a todos, fue relegado por la compañía. Luego firmó un contrato con Interscope Records. Un año más tarde, él y su esposa, Jada Pinkett Smith, crearon para la UPN (más tarde, CW) la comedia All of Us, que se inspira en sus vidas. El programa debutó en el canal UPN en septiembre del 2003, y se emitió durante tres temporadas antes de pasar al canal The CW, en octubre de 2006, para una temporada más. El canal The CW canceló All of Us en mayo del 2007. Will Smith apareció como él mismo en Jersey Girl para pronunciar el discurso Silent Bob, que aparece en casi todas las películas de Kevin Smith. La situación del personaje principal se debe a la demanda, "Will Smith es sólo un cantante de rap".
En 2005, Smith fue inscrito en el Libro Guinness, por haber superado el récord de tres estrenos en un tiempo de 24 horas. El 2 de julio de 2005, presentó el concierto Live8 en su Filadelfia natal frente a una gran multitud, y después realizó una serie de DJ Jazzy Jeff. Durante este tiempo, lanzó su cuarto álbum de estudio, el éxito de Lost & Found. El álbum fue impulsado exclusivamente con el sencillo, "Switch". Permaneció en la cima de las listas durante meses y Will Smith volvió a la vanguardia del hip hop. Will apareció en los premios Nickelodeon Kid's Choice en 2005, cantando "Switch", así como en los premios BET. Actuó en el segundo tiempo de las finales de la NBA (San Antonio contra Detroit), interpretando la canción "Switch", para promover el álbum. También hizo una aparición especial en el concurso de talentos Indian Idol, cuando visitó la India. También en 2005, fue propuesto para el papel de John Smith en la película Sr. y Sra. Smith, papel que finalmente recibió Brad Pitt. También fue propuesto para el papel de Willy Wonka en la versión de la película Charlie y la fábrica de chocolate.

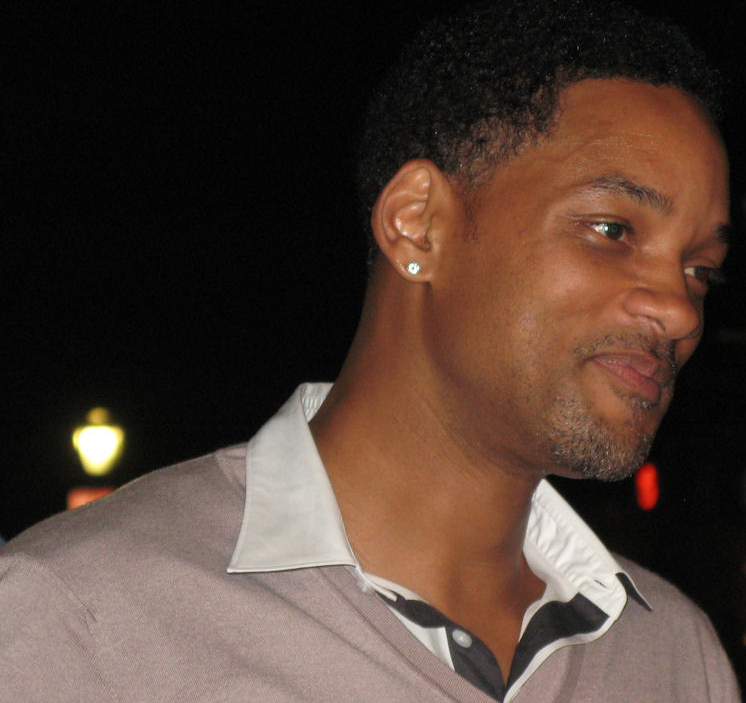
Smith en 2008.

El 10 de diciembre de 2007, Will Smith fue reconocido en el Grauman's Chinese Theatre en Hollywood Boulevard. Will dejó una huella de sus manos y los pies en el exterior del teatro de renombre, en presencia de muchos fanes. Ese mes, protagonizó la película Soy leyenda, lanzada el 14 de diciembre de 2007. A pesar de comentarios inicialmente positivos, su estreno fue el más grande para una película lanzada en los Estados Unidos durante el mes de diciembre. El propio Will ha dicho que considera la película como "una forma agresiva". Un crítico dijo que el éxito comercial de la película "cayó de pie como el número uno en las taquillas de Hollywood".
El 10 de diciembre de 2008, TV Guide informó de que Smith había sido seleccionado como una de las diez personas más fascinantes de Estados Unidos por un especial de Barbara Walters de ABC que se emitió el 4 de diciembre.
En 2008, se reportó que Smith estaba trabajando en la producción de una película llamada The Last Pharaoh, en la que interpretará a Taharqo.
Vanity Fair publicó la lista de las Top 40 celebridades de Hollywood con más ingresos a lo largo del 2010. Will Smith fue clasificado en el puesto 11 de la lista, ya que ganó un estimado de 29 millones de dólares por sus películas.
En 2008 protagonizó la película de superhéores Hancock. El 19 de agosto de 2011, se conoció que Smith volvería a los estudios para grabar su quinto trabajo de estudio. Al año siguiente, repitió nuevamente su papel como el Agente J con Men in Black 3, que se estrenó el 25 de mayo de 2012, su primer papel protagónico considerable en cuatro años. Después del lanzamiento de la película, Smith se mostró feliz al terminar su trabajo con la franquicia: "Creo que tres son suficientes para mí. Tres de cualquier cosa es suficiente para mí. Lo veremos y lo consideraremos, pero parece que podría ser el momento de dejar que alguien más lo haga". Men in Black 3, estrenada diez años después de Men in Black II (2002), recaudó más de 624 millones de dólares en todo el mundo. Sin ajustar por inflación, es la película más taquillera de la serie.
En 2013, Smith protagonizó After Earth con su hijo Jaden. La película fue un fracaso en taquilla y fue criticada por la crítica. Smith llamó a la película "el fracaso más doloroso de mi carrera" y terminó tomándose un año y medio de descanso como resultado.
En julio de 2017, la plataforma de televisión Netflix confirmó a Smith como el protagonista de su nueva película Bright, dirigida por David Ayer, que se estrenaría el 22 de diciembre. En diciembre de ese mismo año, Will Smith fue confirmado como el protagonista de la serie One Strange Rock, que se estrenaría en los canales de National Geographic en marzo de 2018.
En 2018, Smith colaboró la canción oficial de la Copa Mundial de Fútbol de Rusia 2018, «Live It Up» junto al cantante estadounidense Nicky Jam y la kosovar Era Istrefi, y la interpretaron en la ceremonia de clausura realizada en Moscú. En septiembre, Smith apareció, junto al puertorriqueño Bad Bunny, en la canción de Marc Anthony «Está rico».
Smith interpretó al Genio en la película de Aladdin de Walt Disney Pictures de 2019, dirigida por Guy Ritchie. También participó en las bandas sonoras grabando sencillos. La película se estrenó el 24 de mayo de 2019, y recaudó más de mil millones de dólares en todo el mundo, convirtiéndose en la película más taquillera de Smith, superando a Independence Day. Ese mismo año, Smith apareció como un asesino que se enfrenta a un clon más joven de sí mismo en Gemini Man de Ang Lee , estrenada el 11 de octubre de 2019. La película recibió críticas negativas de la prensa especializada.
Más tarde ese año, Smith tuvo su segundo papel protagónico en una película animada, en Spies in Disguise, junto al británico Tom Holland. Smith hizo el papel de Lance Sterling, un espía que se une al inventor nerd que crea sus dispositivos (Holland). En 2020, volvió a formar equipo con Martin Lawrence para la tercera película de su franquicia, Bad Boys for Life. 
En 2019, Smith invirtió $46 millones en la organización de deportes electrónicos Gen.G con Smith's Dreamers Fund, que cofundó con Keisuke Honda.
En junio de 2020, se anunció que Smith protagonizaría Emancipation, dirigida por Antoine Fuqua, en la que interpreta a Peter, un esclavo fugitivo, que engaña a los cazadores y al pantano de Luisiana en un viaje al Ejército de la Unión.
El libro de memorias de Smith, titulada Will, que fueron escritas con Mark Manson, el autor de The Subtle Art of Not Giving a F*ck, se publicaron el 9 de noviembre de 2021 y se promocionaron con una gira. El libro es un viaje de autoconocimiento rememorando traumas de la infancia, la relación con su padre y sus experiencias con la ayahuasca.
Smith interpretó a Richard Williams, padre y entrenador de las tenistas Venus y Serena Williams, en la película King Richard de 2021. Por su actuación, en marzo de 2022 ganó el Premio Óscar al Mejor Actor, el Globo de Oro al Mejor Actor - Drama Cinematográfico y el Premios del Sindicato de Actores a la Mejor Actuación sobresaliente de un Actor Masculino en un Rol Protagónico.
En el mismo año, él y su compañía Westbrook Studios firmaron un acuerdo con National Geographic. El 7 de febrero de 2022, National Geographic anunció que Smith protagonizaría una serie titulada Pole to Pole, que se transmitirá en Disney+. El programa seguirá a Smith y su equipo de filmación en un viaje de 42 000 km (26 000 millas) desde el polo sur hasta el polo norte, cruzando todos los biomas de la Tierra y pasando tiempo con comunidades a lo largo del camino.

#### Incidente en los Óscar de 2022
Durante la 94.ª edición de los Premios de la Academia el 27 de marzo de 2022, el presentador del evento Chris Rock bromeó sobre la alopecia de la esposa de Will, Jada Pinkett Smith, que comparó con la cabeza afeitada de Demi Moore en G.I. Jane. Will Smith se dirigió al escenario y abofeteó a Rock, salió y segundos después le gritó desde su asiento "¡Mantén el nombre de mi esposa fuera de tu maldita boca!". Smith más tarde se disculpó con la Academia y los otros nominados, pero no con Chris Rock, mientras aceptaba el premio al Mejor Actor por King Richard.
Días más tarde renunció a la Academia de Hollywood e ingresó voluntariamente en un psiquiátrico. Dos días después de su ingreso en el psiquiátrico, el 8 de abril de 2022, la Academia de Hollywood vetó al actor durante un periodo de diez años como penalización de su acción antiprofesional en los premios, prohibiéndole su presencia en cualquier evento que organizase la academia, incluido los premios Óscar. No obstante, al actor se le permitirá conservar la estatuilla dorada obtenida en la premiación de esa edición y podrá seguir siendo nominado a cualquier otro premio correspondiente en las ediciones siguientes, mas no se le permitirá la entrada al evento hasta que concluya el periodo de castigo ya mencionado. En días posteriores al anuncio de la Academia, el actor hizo el siguiente comentario en sus redes sociales: "Acepto y respeto la decisión de la Academia."

## Carrera musical
Smith ha lanzado cuatro álbumes de estudio, un álbum recopilatorio, 18 sencillos (12 como artista principal y cinco como artista destacado), un álbum de video y 20 videos musicales (14 como artista principal, tres como colaboración y tres como invitado). Después de trabajar a fines de la década de 1980 y principios de la de 1990 con Jeff Townes como DJ Jazzy Jeff & The Fresh Prince, Smith comenzó su carrera en solitario en 1997 con el lanzamiento de «Men in Black», el tema principal de la película del mismo nombre, que encabezó las listas de sencillos en varias regiones del mundo. «Men in Black» (y el segundo sencillo «Just Cruisin'») se incluyeron más tarde en el álbum debut en solitario de Smith, Big Willie Style.
El segundo álbum de Smith fue nuevamente apoyado por el lanzamiento de un tema de película como sencillo principal: "Wild Wild West", con Dru Hill y Kool Moe Dee , encabezó el Billboard Hot 100 y fue certificado oro por la RIAA. El álbum en cuestión, Willennium, alcanzó el número cinco en el Billboard 200 y fue certificado doble platino por la RIAA. El mismo año, el rapero también apareció en el sencillo "Boy You Knock Me Out" de la coprotagonista de The Fresh Prince of Bel-Air, Tatyana Ali.
En 2002, Smith regresó con su tercer álbum Born to Reign, que alcanzó el número 13 en el Billboard 200 y fue certificado oro por la RIAA. El sencillo principal del álbum fue el tema principal de Men in Black II "Black Suits Comin' (Nod Ya Head)". Más adelante en el año, se lanzó el primer álbum recopilatorio de Smith, Greatest Hits, que incluye canciones de sus tres álbumes en solitario, así como las producidas con DJ Jazzy Jeff. El último álbum de Smith Lost and Found fue lanzado en 2005, alcanzando el puesto número seis en el Billboard 200. El sencillo principal "Switch" alcanzó la lista de los diez mejores tanto del Billboard Hot 100 como del UK Singles Chart.
Smith lanzó su primer sencillo en más de diez años, "Get Lit", el 6 de octubre de 2017. 

## Vida personal

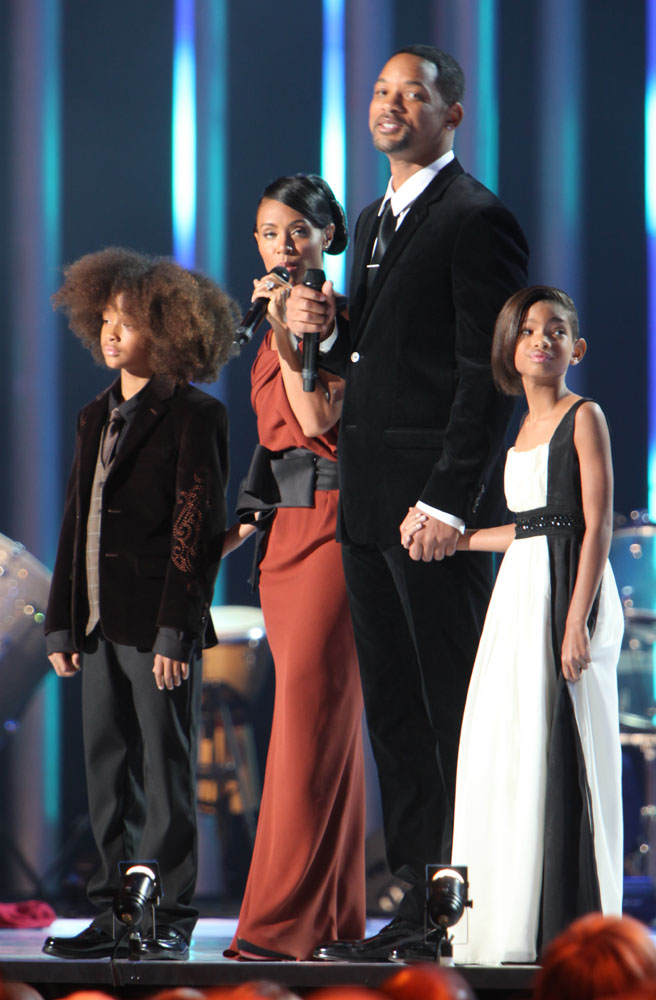
Smith con su esposa Jada y sus hijos Jaden y Willow Smith, en diciembre de 2009.

Will Smith se casó con Sheree Zampino en 1992. Tuvieron un hijo, Willard Carroll Smith III, conocido como "Trey", que nació el 11 de noviembre de ese año, pero se divorciaron en 1995. Trey apareció en el vídeo musical de su padre para el sencillo de 1998, «Just the Two of Us».
Will se casó con la actriz Jada Pinkett, en 1997. La actriz indica que se vio "obligada" a casarse por las presiones que recibía de la madre de Will. Juntos han tenido dos hijos: Jaden Christopher Syre (nacido en 1998), su coestrella en las películas En busca de la felicidad y After Earth; y su hija Willow Reign Smith, con quien aparece en el vídeo musical Black Suits Comin y como su hija en Soy leyenda.
Will y Jada han expresado prácticas poco convencionales en su matrimonio, llamando en broma a su compromiso "mal matrimonio de por vida". Ambos han admitido tener relaciones extramatrimoniales y creer en la libertad de proseguirlas. Will señaló que quería una relación poliamorosa con la actriz Halle Berry y la bailarina Misty Copeland, pero abandonó la idea después de la terapia.

### Treyball Development, Inc. y sus donativos
Junto con su hermano, Harry Smith, tiene una compañía, la Treyball Development Inc., con sede en Beverly Hills y bautizada así por su primer hijo. Smith y su familia poseen residencias en Star Island, en Miami Beach, en Los Ángeles, en Estocolmo y en Filadelfia. 
En 2008, donó 4600 dólares a la campaña presidencial del demócrata Barack Obama.
En 2012, Smith dijo que apoyaba la legalización del matrimonio entre personas del mismo sexo.

### Creencias religiosas
Will ha dicho que ha estudiado varias religiones, incluso la cienciología, y ha hecho muchos comentarios amables acerca de las religiones. A pesar de su elogio de la cienciología, dijo:

"Creo que muchas de las ideas de la cienciología son brillantes y revolucionarias, pero no religiosas".

"El noventa y ocho por ciento de los principios de la cienciología son idénticos a los principios de la Biblia... no creo que porque alguien use la palabra thetán para hablar de espíritu, la definición se convierta en algo diferente."

Negó haberse unido a la Iglesia de la Cienciología:

"Soy cristiano. Soy estudiante de todas las religiones, y respeto a todas las personas y todos los caminos."

En 2004, la pareja donó 20.000 dólares a la campaña de alfabetización de la cienciología, llamada HELP, Programa de Alfabetización y Educación de Hollywood, que es la base para el sistema de educación en el hogar de la cienciología.
En 2013, Smith reconoció en una entrevista que no se consideraba religioso. En 2018, Smith realizó el rito hindú de Abhisheka del Señor Shiva en Haridwar, India. También realizó un Aarti del río sagrado Ganges. Ha dicho que siente una profunda conexión con la espiritualidad hindú y la astrología india. Smith y su familia también conocieron y pasaron tiempo con el líder espiritual indio Sadhguru, afirmando que disfrutó de la honesta charla entre ellos.

## Filmografía
| Año       | Título                            | Personaje                             | Notas                 |
| --------- | --------------------------------- | ------------------------------------- | --------------------- |
| 1990-1996 | El príncipe de Bel-Air            | William Smith                         | Serie de televisión   |
| 1991      | Blossom                           | The Fresh Prince (Cameo)              | Serie de televisión   |
| 1992      | Donde te lleve el día             | Manny                                 | Debut cinematográfico |
| 1993      | Hecho en América                  | Tea Cake Walters                      | $104.9 millones       |
| 1993      | Seis grados de separación         | Paul                                  | $6.4 millones         |
| 1995      | Bad Boys                          | Detective Mike Lowrey                 | $141.4 millones       |
| 1996      | Día de la independencia           | Capitán Steven Hiller                 | $817.4 millones       |
| 1997      | Hombres de negro                  | James Darrell Edwards/Agente J        | $589.3 millones       |
| 1998      | Enemigo público                   | Robert Clayton Dean                   | $250.8 millones       |
| 1999      | Wild Wild West                    | Capitán James "Jim" West              | $222.1 millones       |
| 2000      | La leyenda de Bagger Vance        | Bagger Vance                          | $39.4 millones        |
| 2001      | Ali                               | Muhammad Ali                          | $87.8 millones        |
| 2002      | Hombres de negro II               | James Darrell Edwards/Agente J        | $445.1 millones       |
| 2003      | Bad Boys II                       | Detective Mike Lowrey                 | $273.3 millones       |
| 2004      | Yo, robot                         | Detective Del Spooner                 | $353.1 millones       |
| 2004      | El espantatiburones               | Óscar (Voz)                           | $374.5 millones       |
| 2005      | Hitch                             | Alex "Hitch" Hitchens                 | $371. millones        |
| 2006      | En busca de la felicidad          | Chris Gardner                         | $307.1 millones       |
| 2007      | Soy Leyenda                       | Dr. Robert Neville                    | $585.4 millones       |
| 2008      | Hancock                           | John Hancock                          | $629.4 millones       |
| 2008      | Siete almas                       | Ben Thomas                            | $169.7 millones       |
| 2012      | Hombres de negro III              | James Darrell Edwards/Agente J        | $624 millones         |
| 2013      | Después de la tierra              | Cypher Raige                          | $243.6 millones       |
| 2013      | Anchorman II: La leyenda continúa | Reportero de ESPN (Cameo)             | $173.6 millones       |
| 2014      | Cuento de invierno                | Juez/Lucifer                          | $30.8 millones        |
| 2015      | Focus                             | Nicky Spurgeon                        | $158.7 millones       |
| 2015      | La verdad oculta                  | Dr. Bennet Omalu                      | $48.6 millones        |
| 2016      | Escuadrón Suicida                 | Floyd Lawton/Deadshot                 | $746.8 millones       |
| 2016      | Belleza inesperada                | Howard Inlet                          | $88.5 millones        |
| 2017      | Bright                            | Daryl Ward                            | Película de Netflix   |
| 2018      | Weird City                        | Personaje principal                   | Serie de televisión   |
| 2019      | Aladdín                           | El genio                              | $1.050.6 millones     |
| 2019      | Proyecto géminis                  | Henry Brogen/ Jackson Brogan "Junior" | $173.4 mill.          |
| 2019      | Espías a escondidas               | Lance Sterling (Voz)                  | $171.6 millones       |
| 2020      | Bad Boys III                      | Detective Mike Lowrey                 | $426.5 millones       |
| 2021      | Rey Richard: Una familia ganadora | Richard Williams                      | $26.2 millones        |
| 2022      | Emancipation                      | Peter                                 | $120 millones         |
| 2024      | Bad Boys IV                       | Detective Mike Lowrey                 |                       |

## Discografía

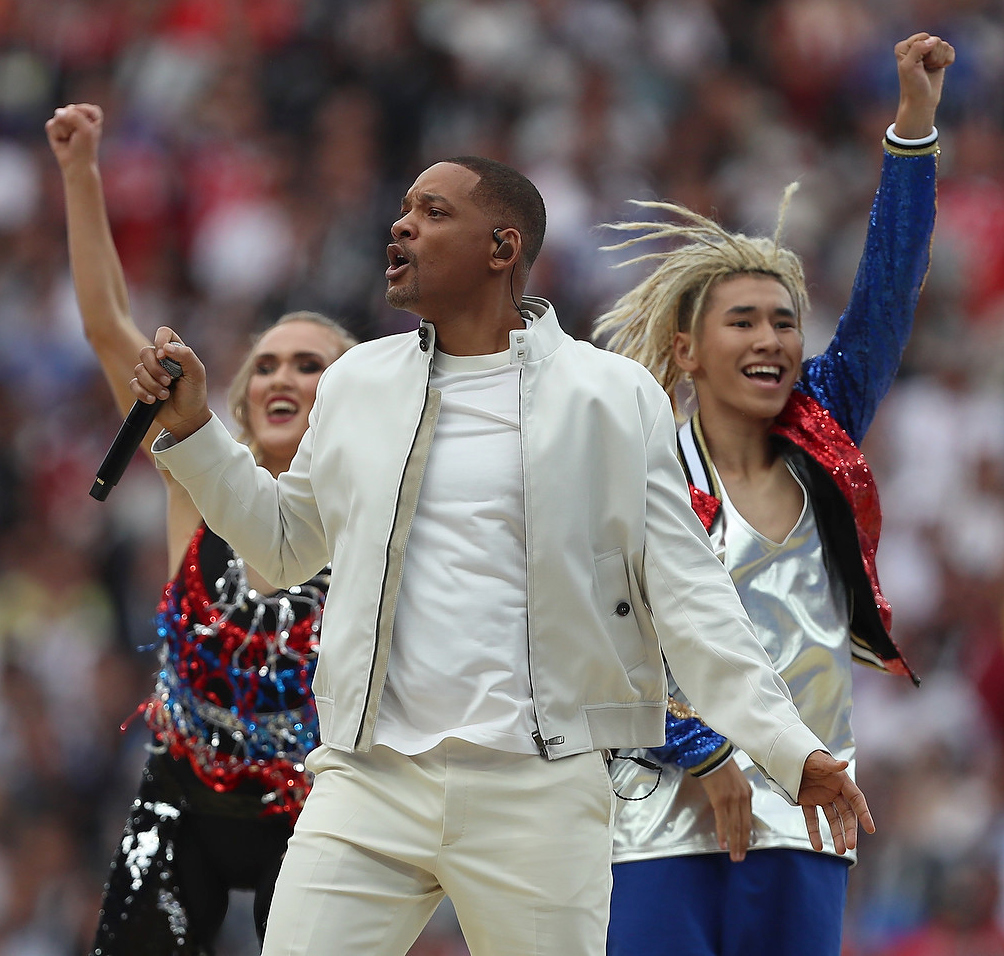
Smith cantando Live It Up durante la clausura de la Copa Mundial de Fútbol de 2018.

### Como solista
- Big Willie Style (1997)
- Willennium (1999)
- Born to Reign (2002)
- Lost and Found (2005)
- Based On A True Story (2025)

### Con DJ Jazzy Jeff & the Fresh Prince
- Rock the House (1987)
- He's the DJ, I'm the Rapper (1988)
- And in This Corner… (1989)
- Homebase (1991)
- Code Red (1993)

### Recopilaciones
- Greatest Hits (2002)